# Krzyżostrzał
Krzyżostrzał – herb szlachecki

## Opis herbu
W polu błękitnym strzała srebrna bez opierzenia w słup, przekrzyżowana, z wąsem pod lewym ramieniem krzyża. Nad hełmem w koronie pięć piór strusich.

## Herbowni
Herb ruski, używany przez Proskurów i Suszczańskich.